# Еберсбах-Нойгерсдорф
Еберсбах-Нойгерсдорф (на немски: Ebersbach-Neugersdorf) е град в Германия, разположен в окръг Гьорлиц, провинция Саксония. Към 31 декември 2011 година населението на града е 13 662 души.